# Sarcophaga aquila
Sarcophaga aquila är en tvåvingeart som beskrevs av Sugiyama, Shinonaga och Tadao Kano 1990. Sarcophaga aquila ingår i släktet Sarcophaga och familjen köttflugor. Inga underarter finns listade i Catalogue of Life.